# Segunda División de Chile 2015/2016
Campeonato Nacional de Segunda División de Fútbol Profesional 2015/2016, eller enbart Segunda División 2015/2016 är Chiles tredje högsta division för fotboll för säsongen 2015/2016. I mästerskapet deltar 14 lag, en ökning från tidigare år då endast 12 lag deltog.
Inför säsongen delades lagen upp i två zoner, en nordlig och en sydlig zon, med sex lag i vardera zon. Samtliga lag möter varandra inom zonerna två gånger under säsongen, vilket ger totalt tolv matcher per lag under säsongen. Utöver detta möter samtliga lag varandra ytterligare två gånger, vilket ger 26 matcher per lag. Totalt sett kommer varje lag således att spela 38 matcher under säsongen. Laget som vinner serien flyttas upp till Primera B 2016/2017, medan laget på sista plats flyttades ner till Tercera División.

## Tabell
Lag 1–6: Till uppflyttningsserien 

Lag 7–13: Till nedflyttningsserien
| Nr | Lag                  | S  | V  | O  | F  | GM | IM | MS  | P  |
| -- | -------------------- | -- | -- | -- | -- | -- | -- | --- | -- |
| 1  | Naval                | 17 | 11 | 4  | 2  | 32 | 15 | +17 | 37 |
| 2  | Trasandino           | 18 | 10 | 4  | 4  | 28 | 16 | +12 | 34 |
| 3  | Deportes La Pintana  | 18 | 10 | 3  | 5  | 37 | 27 | +10 | 33 |
| 4  | San Antonio Unido    | 17 | 9  | 3  | 5  | 27 | 20 | +7  | 30 |
| 5  | Deportes Melipilla   | 18 | 7  | 7  | 4  | 18 | 12 | +6  | 28 |
| 6  | Deportes Valdivia    | 18 | 8  | 3  | 7  | 32 | 27 | +5  | 27 |
| 7  | Deportes Santa Cruz  | 17 | 7  | 5  | 5  | 24 | 18 | +6  | 26 |
| 8  | Malleco Unido        | 18 | 5  | 5  | 8  | 22 | 26 | −4  | 20 |
| 9  | Municipal Mejillones | 17 | 5  | 4  | 8  | 18 | 29 | −11 | 19 |
| 10 | Deportes Ovalle      | 17 | 5  | 4  | 8  | 15 | 26 | −11 | 19 |
| 11 | Lota Schwager        | 18 | 2  | 10 | 6  | 15 | 18 | −3  | 16 |
| 12 | Deportes Linares     | 18 | 3  | 3  | 12 | 17 | 37 | −20 | 12 |
| 13 | Colchagua            | 17 | 1  | 7  | 9  | 14 | 28 | −14 | 10 |

### Matcher
| Hemma \ Borta        | COL | DLP | DLI | DME | DOV | DSC | DVA | LOT | MAL | MME | NAV | SAN | TRA |
| Colchagua            | —   | 1–5 | 1–2 | 0–0 | 1–1 |     |     | 0–0 |     |     |     | 1–1 | 1–3 |
| Deportes La Pintana  |     | —   | 4–2 | 1–1 | 2–1 | 1–4 | 2–1 |     | 1–1 |     | 3–1 | 1–2 | 2–4 |
| Deportes Linares     |     | 2–5 | —   | 1–0 | 1–0 | 1–4 | 0–1 | 1–1 |     | 2–3 | 0–3 | 1–3 |     |
| Deportes Melipilla   | 1–0 | 2–0 |     | —   | 0–0 | 2–0 | 1–1 | 1–1 | 2–1 | 1–0 |     | 1–0 |     |
| Deportes Ovalle      | 1–0 |     |     |     | —   | 2–1 | 1–3 | 3–2 | 3–2 | 1–1 |     | 0–3 | 0–1 |
| Deportes Santa Cruz  | 1–0 | 1–2 | 1–1 |     |     | —   | 3–2 | 0–0 | 1–0 | 0–0 | 1–1 |     | 0–0 |
| Deportes Valdivia    | 1–1 |     | 2–1 | 1–3 | 3–0 | 3–4 | —   | 0–1 | 1–2 | 5–3 |     |     | 1–0 |
| Lota Schwager        | 0–0 | 0–0 | 3–0 | 1–1 | 0–1 |     |     | —   | 1–1 |     | 1–2 | 1–1 | 0–1 |
| Malleco Unido        | 4–3 | 0–2 | 2–1 |     |     |     | 2–3 | 3–1 | —   | 1–0 | 1–1 | 0–1 | 1–1 |
| Municipal Mejillones | 0–0 | 1–3 | 2–1 | 1–0 |     | 0–3 |     | 1–1 | 2–0 | —   | 1–2 |     | 1–0 |
| Naval                | 2–4 | 1–2 | 2–0 | 1–1 | 2–1 | 2–0 | 1–0 |     | 0–0 | 6–1 | —   | 2–1 |     |
| San Antonio Unido    | 1–2 |     |     | 2–1 | 0–0 | 1–0 | 1–3 |     | 2–1 | 3–1 |     | —   | 4–1 |
| Trasandino           | 3–1 | 2–1 | 0–0 | 1–0 | 4–0 |     | 1–1 | 2–1 |     |     | 0–1 | 4–1 | —   |